# Rhododendron aureodorsale
Rhododendron aureodorsale är en ljungväxtart som först beskrevs av Wen Pei Fang och J.Q.Fu, och fick sitt nu gällande namn av Y.P.Ma och J.Nielsen. Rhododendron aureodorsale ingår i släktet rododendron, och familjen ljungväxter. Inga underarter finns listade i Catalogue of Life.